# Mellan-Ömlingen
Mellan-Ömlingen är en sjö i Torsby kommun i Värmland och ingår i Göta älvs huvudavrinningsområde. Sjön är 6,8 meter djup, har en yta på 0,223 kvadratkilometer och befinner sig 151,7 meter över havet. Sjön avvattnas av vattendraget Badaälven (Östra Jolen).

## Delavrinningsområde
Mellan-Ömlingen ingår i det delavrinningsområde (667731-135328) som SMHI kallar för Ovan Västra Jolen. Medelhöjden är 186 meter över havet och ytan är 9,8 kvadratkilometer. Räknas de 8 avrinningsområdena uppströms in blir den ackumulerade arean 115,74 kvadratkilometer. Badaälven (Östra Jolen) som avvattnar avrinningsområdet har biflödesordning 3, vilket innebär att vattnet flödar genom totalt 3 vattendrag innan det når havet efter 370 kilometer. Avrinningsområdet består mestadels av skog (75 procent) och sankmarker (17 procent). Avrinningsområdet har 0,29 kvadratkilometer vattenytor vilket ger det en sjöprocent på 3 procent.